# آنتونیو رانی‌یری

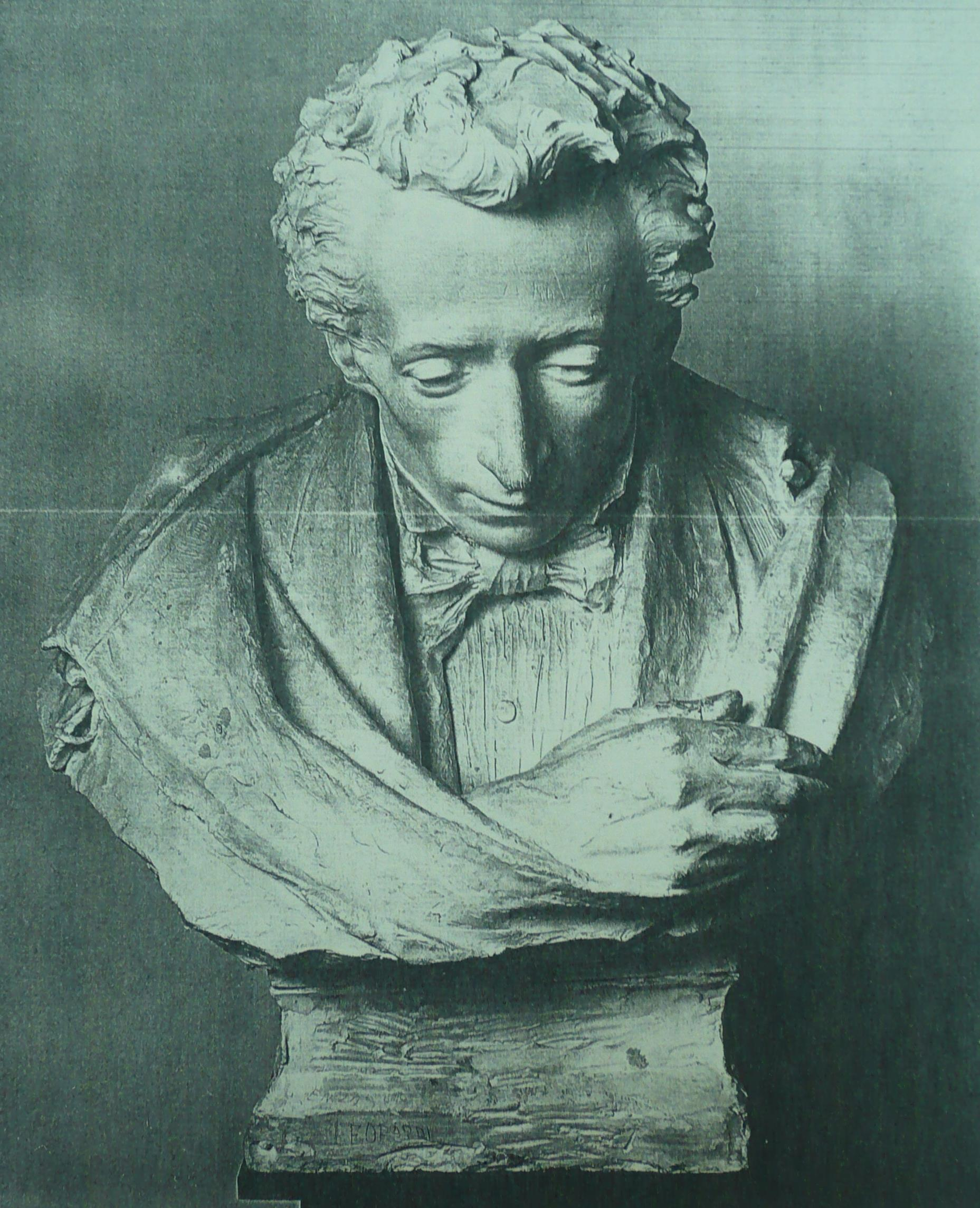
مجسمه سنگ مرمر لئوپاردی، اثر میکل تریپیسیانو

آنتونیو رانی‌یری (۸ سپتامبر ۱۸۰۶ – ۴ ژانویه ۱۸۸۸) نویسنده، میهن‌پرست و سیاستمدار ایتالیایی بود که بیشتر به خاطر دوستی صمیمی دوران نوجوانانه‌اش با جاکومو لئوپاردی (۱۷۹۸–۱۸۳۷)، مشهورترین شاعر ایتالیایی قرن نوزدهم شناخته می‌شود.

## زندگی‌نامه

### سال‌های اولیه
آنتونیو رانی‌یری، اولین فرزند فرانچسکو رانی‌یری، یک مقام دولتی، و ماریا لوئیزا کانزو، در ۸ سپتامبر ۱۸۰۶ در ناپل (پادشاهی دو سیسیل) به دنیا آمد. آنتونیو رانی‌یری که از دوران نوجوانی لیبرال بود و مظنون به همکاری با کاربوناری‌ها بود، مجبور شد در سال ۱۸۲۷ ناپل را ترک کند و در سال بعد در فلورانس (دوک نشین بزرگ توسکانی)، شهری که برای پناهندگان سیاسی باز بود، ساکن شد.

### دوستی با جاکومو لئوپاردی
در سال ۱۸۳۰ او به سراسر اروپا سفر کرد و سرانجام به ایتالیا بازگشت و زندگی مشترک هفت ساله خود را با جاکومو لئوپاردی آغاز کرد تا اینکه لئوپاردی درگذشت.
پس از اقامت در رم و فلورانس برای دنبال کردن معشوقه رانیری، مادالنا پلزت، بازیگر، او و لئوپاردی با فانی تارگیونی توزتی (۱۸۰۱–۱۸۸۹) اشراف‌زاده آشنا شدند که هر دو دوستش داشتند: رانی‌یری با موفقیت، لئوپاردی نه. در سال ۱۸۳۳، رانیری به همراه لئوپاردی به ناپل نقل مکان کرد. رانیری به دلیل زندگی مشترک جنجالی با لئوپاردی و غیر متعارف بودن تفکر لئوپاردی، استقبال خوبی در زادگاهش از او نشد. با این وجود، او خود را وقف تاریخ‌نگاری و ادبیات کرد، که مورد علاقه لئوپاردی و نزدیک به افکار او بود. نوشته‌های او که نشانه‌های ضد روحانیت، حمله به مؤسسات و میهن‌پرستی ایتالیایی بود، او را با سانسور دچار مشکل کرد.

### جنجال‌های درگذشت و خاکسپاری لئوپاردی
برای دفاع از خود در برابر اپیدمی وبا، در سال ۱۸۳۶ رانی‌یری به همراه لئوپاردی به توره دل گرکو (ناپل)، در خانه روستایی یکی از دوستانش نقل مکان کرد.
در ۱۴ ژوئن ۱۸۳۷، هنگامی که آنها به ناپل بازگشتند، طبق گفته رانی‌یری، لئوپاردی بر اثر ورم قلب درگذشت. البته این ظن قوی وجود دارد که شاعر بر اثر وبا مرده است و رانی‌یری دروغ گفته است تا مرگی دردناک را پنهان کند.
در ۲۱ ژوئیه ۱۹۰۰ شناسایی رسمی بقایای لئوپاردی انجام شد و در تابوت (آنقدر کوچک که اسکلت مردی با قوز مضاعف را در خود جای نمی‌داد) فقط قطعاتی از استخوان‌ها (از جمله دنده‌ها، مهره‌هایی که نشانه‌های بدشکلی داشتند) پیدا شد. همچنین تمام استخوان ران چپ که شاید برای یک فرد کوتاه قد مانند لئوپاردی خیلی بلند باشد، و شکسته استخوان ران دیگر، یک کفش پاشنه‌دار و چند پارچه کهنه، در حالی که اثری از جمجمه و بقیه اسکلت وجود نداشت یافت شد.

### سال‌های آخر
چهل سال پس از مرگ لئوپاردی، رانی‌یری اثری را منتشر کرد که شهرت او را تا به امروز باعث شد، خاطرات هفت سال همکاری با جاکومو لئوپاردی (۱۸۸۰)، خاطراتی که پس از آن جنجال‌های تلخی را به دنبال داشت.
در سال ۱۸۶۱، رانی‌یری به عنوان نماینده پارلمان پادشاهی ایتالیا انتخاب شد و تا سال ۱۸۸۱ مکرراً نماینده پارلمان بود. در ۱۶ نوامبر ۱۸۸۲ سناتور پادشاهی ایتالیا شد. او در ۴ ژانویه ۱۸۸۸ در پوتیچی (ناپل) درگذشت.